# En gång till älskling (1989)
En gång till älskling (Ghosts Can't Do It) är en amerikansk film från 1989, skriven och regisserad av John Derek, vars fru Bo Derek syns i huvudrollen och var producent.

## Handling

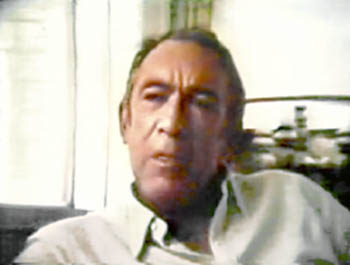
Anthony Quinn

Kate (Bo Derek) och Scott (Anthony Quinn) är mycket lyckligt gifta, trots den stora ålderskillnaden. En dag drabbas Scott av en hjärtattack. När han inser att han inte längre har förmågan att älska med sin fru begår han självmord. Han blir ett spöke och kan bara kommunicera med sin fru. En ängel (Julie Newmar) informerar honom att han kan återkomma till livet i en annan kropp. Medan Kate reser världen runt för att ta hand om makens affärsimperium planerar de att döda en stilig man så att Scott kan överta hans kropp.

## Om filmen
Filmen spelades bland annat in i Wyoming, Kina, Maldiverna och Sri Lanka. Det var paret Dereks sista film tillsammans. 
Filmen släpptes på video i utlandet och bara i mycket begränsad skala på biografer. fick genomgående negativ kritik, i den mån den alls uppmärksammades. Razzie Awards utdelades till Bo Derek (sämsta skådespelerska (delat med Faye Dunaway för Mommie Dearest) och sämsta film (tilldelat henne i egenskap av producent)), John Derek (sämsta regissör) och Donald Trump (sämsta birollsskådespelare (cameo)) och den var nominerad i ytterligare fem kategorier.

## Rollista (urval)
- Bo Derek - Kate
- Anthony Quinn - Scott
- Don Murray - Winston
- Julie Newmar - Ängeln
- Leo Damian - Fausto
- Donald Trump - som sig själv